# Pilmersreuth am Wald
Pilmersreuth am Wald ist ein Gemeindeteil der Kreisstadt Tirschenreuth in der Oberpfalz im Landkreis Tirschenreuth.

## Lage
Pilmersreuth am Wald liegt rund zehn Kilometer von Tirschenreuth entfernt in der historischen Region Stiftland. Das Dorf befindet sich im Norden des Oberpfälzer Waldes und ist rund 13 Kilometer von der bayerisch-tschechischen Grenze entfernt. Südlich von Pilmersreuth liegt das Dorf Großkonreuth, im Westen befindet sich das Pfarrdorf Wondreb.

## Geschichte
Der Name Pilmersreuth tauchte das erste Mal im Jahr 1252 als Pilgrimsreut auf. Der Ursprung des Ortsnamens geht wahrscheinlich auf die Rodung eines Mannes namens Pilgrim zurück.
Am 1. Januar 1971 wurde Pilmersreuth am Wald in die Gemeinde Wondreb eingegliedert. Mit dieser kam der Ort am 1. Mai 1978 zu Tirschenreuth.

## Sehenswürdigkeiten
- Feldkapelle St. Maria, entstanden um 1870; steht heute unter Denkmalschutz.

## Infrastruktur
Das Dorf verfügt über eine eigene Freiwillige Feuerwehr. Die Kreisstraße TIR 4 verbindet Pilmersreuth am Wald mit den Nachbarorten Großkonreuth und Wondreb.